# Rudersdorf (Buttstädt)

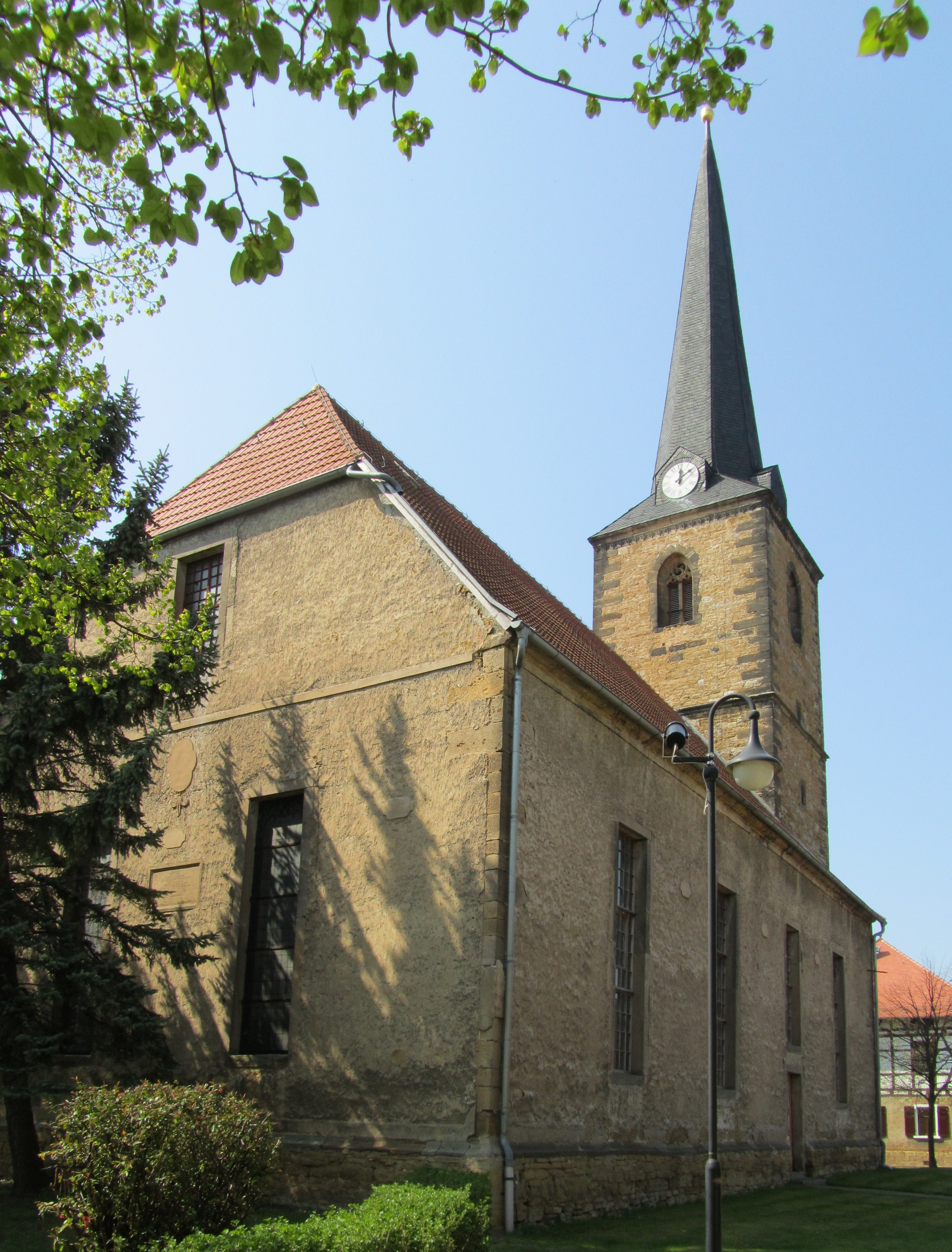
Dorfkirche

Rudersdorf ist ein Ortsteil der Landgemeinde Buttstädt im Landkreis Sömmerda in Thüringen.

## Geografie
Rudersdorf liegt im östlichen Teil des Thüringer Beckens zwischen Ettersberg und Finne.

## Geschichte
Erstmals wurde der Ort im Hersfelder Güterverzeichnis im Jahr 805 urkundlich erwähnt. 1214 besaßen die Schenken von Großvargula Eigengüter und Lehen der Abtei Fulda und der Landgrafen von Thüringen in Rudersdorf. 1323 überließen die Herren von Rastenberg dem Kloster Pforta die Patronatsrechte im Ort. Rudersdorf kam als Teil der nördlichen Landgrafschaft Thüringen bei der Leipziger Teilung 1485 an die Albertiner und gehörte seit der Wittenberger Kapitulation 1547 zum albertinischen Kurfürstentum Sachsen. Rudersdorf lag bis zu Beginn des 19. Jahrhunderts in einem südlichen Ausläufer des kursächsischen Amts Eckartsberga, der in das Herzogtum Sachsen-Weimar hineinragte. Durch die Auswirkungen des Wiener Kongresses kam Rudersdorf mit weiteren südlichen Orten des Amts Eckartsberga im Jahr 1815 an das Großherzogtum Sachsen-Weimar-Eisenach und wurde 1817 dem Amt Buttstädt angegliedert, welches 1850 im Verwaltungsbezirk Apolda des Großherzogtums Sachsen-Weimar-Eisenach aufging. 1920 kam der Ort zum Land Thüringen.
In der Zeit des Nationalsozialismus wurde der Steinsetzer und Landwirt Otto Seizpfand aus Rudersdorf wegen seiner politischen Aktivitäten am 21. Mai 1935 verhaftet und für zwei Jahre in die Strafanstalt Ichtershausen, heute Jugendstrafanstalt, gesperrt. Nach seiner Entlassung am 11. Juli 1937 stand er unter andauernder Beobachtung da er, so die Behörden, „durch die Strafverbüßung sicherlich noch nicht völlig von seinen kommunistischen Ideen geheilt ist“.
Während des Zweiten Weltkrieges mussten mehr als 250 Frauen und Männer aus Polen, der Ukraine und Russland in der Landwirtschaft Zwangsarbeit leisten.
Am 1. Januar 2019 wurde die Gemeinde Rudersdorf mit den weiteren Gemeinden der Verwaltungsgemeinschaft Buttstädt zur Landgemeinde Buttstädt zusammengeschlossen.

### Einwohnerentwicklung
| - 1994: 368 - 1995: 371 - 1996: 373 - 1997: 377 - 1998: 375 - 1999: 365 | - 2000: 365 - 2001: 364 - 2002: 378 - 2003: 374 - 2004: 369 - 2005: 376 | - 2006: 390 - 2007: 369 - 2008: 357 - 2009: 337 - 2010: 340 - 2011: 342 | - 2012: 338 - 2013: 336 - 2014: 328 - 2015: 323 - 2016: 334 - 2017: 328 |

 Datenquelle: Thüringer Landesamt für Statistik

## Politik

### Gemeinderat
Der Gemeinderat aus Rudersdorf setzt sich aus vier Mitgliedern einer Freien Wählergruppe zusammen (Stand: Kommunalwahl am 1. Juni 2019).

### Bürgermeister
Der ehrenamtliche Bürgermeister Dirk Schauroth wurde am 1. Juli 2019 gewählt.

### Wappen
Blasonierung: „Von Silber über Rot schräglinks geteilt; oben eine Rodehacke mit schwarzem Stiel, silbernem Auge und blauem Blatt, unten ein silberner Baumstumpf mit links aufwachsendem dreiblättrigem Trieb.“

### Gemeindepartnerschaft
- Böbingen in Rheinland-Pfalz

## Kultur und Sehenswürdigkeiten
Die evangelische Kirche hat einen schiefergedeckten Turm und ein ziegelgedecktes Hauptschiff.

### Vereine
- Kirmesverein Rudersdorf
- Feuerwehrverein Rudersdorf e. V.
- Seniorenverein e. V.
- Sportverein SV 97 e. V.

## Persönlichkeiten
- Adolph Dattan (1854–1924), Kaufmann in Wladiwostok und dort Miteigentümer von Kunst und Albers, in Rudersdorf geboren